# Bolesław Kopyciński
Bolesław Kopyciński (ur. 27 czerwca 1890 w Lublinie, zm. 28 stycznia 1969 w Warszawie – major dyplomowany obserwator Wojska Polskiego, kawaler Orderu Virtuti Militari.

## Życiorys
Absolwent wydziału Chemii Technicznej Politechniki Lwowskiej z 1914 roku. Współorganizator pierwszej polskiej eskadry lotniczej w Odessie w 1917 roku. Powrócił do kraju w 1919 roku w składzie eskadry lotniczej 4 Dywizji Strzelców gen. Żeligowskiego przekształconej z czasem w 10 eskadrę wywiadowczą, w której przejął dowodzenie po por. pil. Ludomirze Rayskim. Po ukończeniu szkoły Sztabu Generalnego, pomimo uszczerbku na zdrowiu (w wypadku lotniczym miał uszkodzony kręgosłup i z tego powodu skazany był na stałe noszenie skórzanego gorsetu), został w 1926 roku dyrektorem nauk w Centrum Wyszkolenia Podoficerów Lotnictwa w Bydgoszczy. Przeniesiony w 1928 roku do wydziału organizacyjnego Departamentu Lotnictwa, gdzie 27 kwietnia 1929 został szefem sztabu 2 grupy lotniczej w Poznaniu. W 1935 roku przeszedł do pracy w Aeroklubie RP na stanowisko kierownika Działu Lotnictwa Sportowego, które sprawował aż do wybuchu wojny. W 1939 roku zgłosił się ochotniczo do służby wojskowej w lotnictwie polskim. Po kampanii wrześniowej znalazł się w Palestynie. W 1948 roku wrócił do kraju i pracował jako inżynier chemik w Zarządzie Głównym Przemysłu Tłuszczowego, aż do chwili przejścia na emeryturę.

## Ordery i odznaczenia
Za swą służbę został odznaczony:
- Krzyż Srebrny Orderu Wojskowego Virtuti Militari
- Krzyż Walecznych
- Złoty Krzyż Zasługi
- Medal Niepodległości (9 listopada 1933)[7]
- Medal Pamiątkowy za Wojnę 1918–1921
- Medal Dziesięciolecia Odzyskanej Niepodległości
- Polowa Odznaka Obserwatora
- Krzyż Oficerski Orderu Korony Rumunii (Rumunia)
- Medal Zwycięstwa (Médaille Interalliée)
- włoska Odznaka Obserwatora (1929)[8]